# Ereignisbild
Das Ereignisbild ist eine dem Genre der Historienmalerei zugeordnete Bildgattung. 

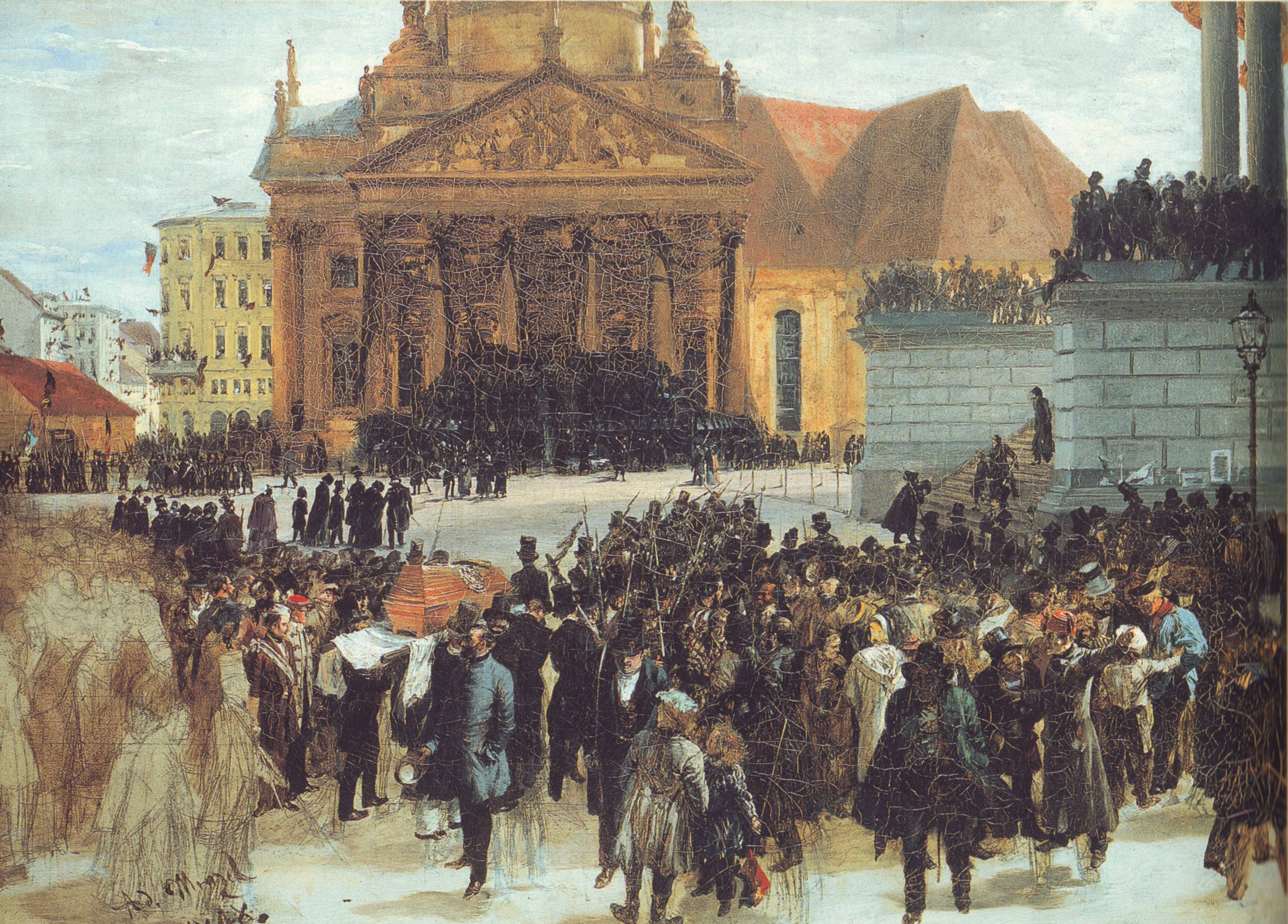
Adolph Menzel: Aufbahrung der Märzgefallenen, 1848

Den Begriff führte erstmals der Kunsthistoriker Werner Hager in seinem 1939 publizierten Werk Das geschichtliche Ereignisbild ein. Im Unterschied zu dem traditionellen Historienbild, dessen Motiv ein beliebiges historisches Ereignis der Vergangenheit sein kann, entsteht das Ereignisbild in direkter zeitlicher Folge des dargestellten Geschehens, und bezieht sich auf ein einziges, konkretes Ereignis, beispielsweise eine Krönungszeremonie oder eine bestimmte Schlacht, und gegebenenfalls noch zu Lebzeiten der dargestellten Personen.